# Округ Адамс (Северна Дакота)
Округ Адамс (енгл. Adams County) је округ у америчкој савезној држави Северна Дакота.

## Демографија
По попису из 2010. године број становника је 2.343, што је 250 (-9,6%) становника мање него 2000. године.
| Група             | 2000.         | 2010.         |
| Белци             | 2.550 (98,3%) | 2.266 (96,7%) |
| Афроамериканци    | 14 (0,5%)     | 8 (0,3%)      |
| Азијати           | 4 (0,2%)      | 9 (0,4%)      |
| Хиспаноамериканци | 7 (0,3%)      | 20 (0,9%)     |
| Укупно            | 2.593         | 2.343         |